# Henry Fool
Série
Fay Grim
(2006)
Pour plus de détails, voir Fiche technique et Distribution.
Henry Fool est un film indépendant américain réalisé en 1997 par Hal Hartley et récompensé par le Prix du meilleur scénario au Festival de Cannes 1998. Une suite, Fay Grim, est sortie en 2007 et un troisième volet, Ned Rifle,  en 2014.

## Synopsis
Henry Fool relate la rencontre initiatique entre Henry, vagabond alcoolique, érudit et mythomane et Simon, éboueur aux limites de l'autisme vivant chez sa mère dépressive aux côtés de sa sœur nymphomane.

Au contact d'Henry, qui vient sous-louer la cave délabrée de la maison familiale, Simon se découvre une passion pour la littérature et une âme de poète, révélation qui bouleversera la vie des deux hommes à un point qu'ils n'auraient jamais pu concevoir.

## Fiche technique
- Titre : Henry Fool
- Réalisation : Hal Hartley
- Scénario : Hal Hartley (non crédité)
- Photographie : Michael Spiller
- Montage : Steve Hamilton
- Musique : Hal Hartley
- Décors : Melissa P. Lohman
- Costumes : Jocelyn Joson
- Pays de production :  États-Unis
- Genre : Comédie dramatique
- Durée : 137 minutes
- Dates de sortie :
  - Canada : 7 septembre 1997 (Festival international du film de Toronto)
  - France : mai 1998 (Festival de Cannes) / 26 août 1998 (sortie nationale)
  - États-Unis : 19 juin 1998

## Distribution
- Thomas Jay Ryan : Henry Fool
- James Urbaniak : Simon Grim
- Parker Posey : Fay Grim
- Maria Porter : Mary
- James Saito : M. Deng
- Kevin Corrigan : Warren

## Distinctions
Henry Fool a remporté le prix du scénario au festival de Cannes 1998 où il était en sélection officielle en compétition.